# Krampon
Krampon is een bestuurslaag in het regentschap Sampang van de provincie Oost-Java, Indonesië. Krampon telt 3506 inwoners (volkstelling 2010).